# A Kelly banda igaz története
A Kelly banda igaz története (eredeti cím: True History of the Kelly Gang) 2019-ben bemutatott brit-ausztrál bűnügyi-életrajzi film, melyet Shaun Grant forgatókönyvéből Justin Kurzel rendezett. A film Peter Carey 2000-es Ned Kelly balladája című regénye alapján készült. A főszerepet George MacKay, Essie Davis, Nicholas Hoult, Charlie Hunnam és Russell Crowe alakítja.
Világpremierje a Torontói Nemzetközi Filmfesztiválon volt 2019. szeptember 11-én. Az Egyesült Királyságban 2020. február 28-án, az Amerikai Egyesült Államokban pedig 2020. február 24-én mutatták be. Magyarországon DVD-n jelent meg szinkronizálva.

## Szereplők
| Szerep                    | Színész            | Magyar hang     |
| ------------------------- | ------------------ | --------------- |
| Ned Kelly                 | George MacKay      | Ágoston Péter   |
| Harry Power               | Russell Crowe      | Kőszegi Ákos    |
| Fitzpatrick hadparancsnok | Nicholas Hoult     | Markovics Tamás |
| Ellen Kelly               | Essie Davis        | Bertalan Ágnes  |
| Joe Byrne                 | Sean Keenan        | Czető Roland    |
| Thomas Curnow             | Jacob Collins-Levy |                 |
| Mary                      | Thomasin McKenzie  | Andrádi Zsanett |
| O'Neill őrmester          | Charlie Hunnam     | Bor László      |
| Ms. Shelton               | Claudia Karvan     |                 |
| George King               | Marlon Williams    |                 |
| Red Kelly                 | Gentle Ben Corbett |                 |
| Dan Kelly                 | Earl Cave          |                 |
| Steve Hart                | Louis Hewison      |                 |

## A film készítése
Justin Kurzel rendező megemlítette, hogy 2016 decemberében a film fejlesztés alatt áll, miközben az Assassin’s Creedről adott sajtótájékoztatót.
2017 novemberében hivatalosan is bejelentették a projektet, George MacKay játssza Ned Kelly szerepét, Russell Crowe, Nicholas Hoult és Essie Davis pedig mellékszereplőket alakítanak. A forgatást 2018. március elején bejelentették, hogy az ausztráliai Viktóriában fog zajlani. Áprilisban a film gyártási kezdete júliusra tolódott. A forgatás július 22-én kezdődött. Szeptemberben kiderült, hogy Charlie Hunnam is szerepel a filmben.

## Bemutató
A film világpremierje a Torontói Nemzetközi Filmfesztiválon volt 2019. szeptember 11-én, majd 2020-ban a Transmission Films adta ki az ausztrál mozikban. Az ausztrál streaming jogokat a Stan szerezte meg. A film 2020. január 9-én került korlátozott forgalomba az ausztrál mozikban.
A Picturehouse Entertainment mutatta be a filmet az Egyesült Királyságban és Írországban 2020. február 28-án.
2019 szeptemberében az IFC Films megszerezte az Amerikai Egyesült Államok terjesztési jogait a filmre. 2020. április 24-én jelent meg, és bevételi szempontból az 1. helyen végzett.

## Fordítás
- Ez a szócikk részben vagy egészben  a   True History of the Kelly Gang (film) című angol Wikipédia-szócikk fordításán alapul.  Az eredeti cikk szerkesztőit annak laptörténete sorolja fel. Ez a jelzés csupán a megfogalmazás eredetét és a szerzői jogokat jelzi, nem szolgál a cikkben szereplő információk forrásmegjelöléseként.